# Vincent Giovanni
Pour les articles homonymes, voir Giovanni.
Vincent Giovanni est un réalisateur pour la télévision.

## Biographie

### Vie privée
Vincent Giovanni est le petit-fils du réalisateur José Giovanni.
Il est le compagnon de Carole Bianic, actrice. Ils se sont rencontrés sur le plateau de la série Cherif, où Vincent est réalisateur et Carole actrice, elle joue Adeline Briard.

## Filmographie

### Production pour la télévision
- 2008-2009 : Seconde Chance, série télévisée, 64 épisodes
- 2009 : Père et maire, série télévisée, (1 épisode)
  - La reconquête
- 2010 : RIS police scientifique, série télévisée, (1 épisode)
  - Noces de sang
- 2012 : Week-end chez les toquées, série télévisée, (1 épisode)
  - Un parfum de liberté
- 2011-2012 : Victoire Bonnot, série télévisée, (3 épisodes)
  - Partir (2012)
  - Un enfant sur les bras (2012)
  - Dis-moi d'où tu viens (2011)

### Réalisateur pour la télévision
- 2018 : Le juge est une femme, série télévisée avec Marine Delterme et Jean-Michel Tinivelli (4 épisodes)
  - Saison 23 :
    - La loi du silence, épisode 1
    - 50 jours pour mourir, épisode 2
    - Dans la Peau, épisode 9
    - La Revenante, épisode 10
- 2013 à 2017 : Cherif, série télévisée avec Abdelhafid Metalsi (14 épisodes)
  - Saison 1 en 2013 :
    - Les liens du sang , épisode 1
    - Faux Semblants, épisode 2
    - Le dernier mot, épisode 3
    - Injustice, épisode 4

  - Saison 2 en 2015 :
    - À cœur ouvert, épisode 3
    - Code d'honneur, épisode 4
    - Au feu, épisode 9
    - & associés, épisode 10

  - Saison 3 en 2016 :
    - A la folie, épisode 3
    - Témoin gênant, épisode 4
    - Sans appel, épisode 8

  - Saison 4 en 2017 :
    - Jusqu'à ce que la mort nous sépare, épisode 1
    - Impitoyable sélection, épisode 2
    - Meurtre parfait, épisode 3
- 2016 : L'Inconnu de Brocéliande, téléfilm avec Claire Keim
- 2016 : Section de recherche, série télévisée avec Xavier Deluc (2 épisodes)
  - Saison 10 :
    - Dérives, épisode 7
    - Corbeau blanc, épisode 8
- 2011 : Moi et ses ex, avec Hélène de Fougerolles et Jean-Yves Berteloot
- 2010 : Merci papa, merci maman, avec Laurent Ournac et Sébastien Knafo
- 2010 : Demain je me marie, avec Sagamore Stévenin et Delphine Chanéac